# Rechila (władca Swebów)
Rechila (nieznana data narodzin, zmarł w 448 roku) był królem galicyjskich Swebów od 438 roku do swojej śmierci. Źródeł dotyczących czasów jego panowania jest stosunkowo niewiele, ale istnieje relacja Hydacjusza, który zamieszkiwał Galicję w czasach panowania Rechili. 
Rechila ożenił się z nieznaną z imienia córką Walii, króla Wizygotów. Prawdopodobnie to z tego związku narodził się Rycymer, słynny magister militum, który de facto rządził zachodnim Cesarstwem Rzymskim. Na pewno natomiast synem Rechili był Rechiar. Niewiele wiadomo na temat Rechili przed 438 rokiem, kiedy to schorowany Hermeryk oddał mu władzę w państwie Swebów. Rechila jako król Swebów podjął ekspansję na terenie Iberii, chcąc wykorzystać fakt, iż Wandalowie i Alanowie opuścili te ziemie, przenosząc się do Afryki. W roku objęcia władzy pokonał Andewotusa, noszącego tytuł comes Hispaniarum, nad rzeką Genil. Pozycja Rzymu na półwyspie stała się tak mocno zagrożona, że cesarstwo między 441 a 446 rokiem wysłało tutaj aż trzech magistri utrisque militiae wraz z wojskami. 
W 439 roku Rechila wyprawił się na południe, zajmując Méridę i okoliczne tereny, a dwa lata później podporządkował sobie Sewillę wraz z przyległościami. W momencie szczytowej ekspansji Rechili pod kontrolą Swebów znajdowała się Galicja, Luzytania, Betyka i Karthaginiensis. Ceną ekspansji była niemal nieustanna wojna z Rzymem. W 440 roku legat rzymski Cenzoriusz został pojmany i uwięziony przez Swebów w pobliżu Mértoli, co jeszcze zaogniło stosunki z Cesarstwem. 
Rechila zmarł w 448 roku w Méridzie jako poganin. Jego syn i następca Rechiar w momencie objęcia władzy był już chrześcijaninem. Historycy spekulują, iż chrzest Rechiara nastąpił z przyczyn politycznych. Państwo Swebów było, po ekspansji Rechili, w miażdżącej większości zamieszkane przez katolików, a kościół tworzył bardzo bogatą i wpływową strukturę. Wydaje się więc, że rządy pogan byłyby niemożliwe. Za przykładem Rechiara szybko poszło wielu Swebów, również przyjmując chrześcijaństwo.